# ウルトラハンド

発売初期のマニュアルの表紙

ウルトラハンドは、1967年に任天堂が発売した玩具である。

## 概要
横井軍平が手がけた「ウルトラ」シリーズ第1弾で、以下、ウルトラマシン（1968年）、ウルトラスコープ（1971年）と続く。
商品は本体の他、掴んで引き寄せる対象物となるボールや台がセットとなっている。当時の玩具は10万台売れればヒットと言われていたが、ウルトラハンドは発売から2か月で40万台を販売。その年のクリスマス商戦で売上を伸ばし、結果的に100万台以上を売り上げる大ヒット商品となった。
任天堂で設備機器の保守点検の仕事をしていた横井が、会社の工作機械を使っておもちゃを作って電球を替えようとしていたところ、任天堂社長の山内溥の目に止まり、商品化するよう言われたのがウルトラハンド制作のきっかけとなった。
商品名の「ウルトラハンド」は山内が命名し、1964年東京オリンピックの名残で「ウルトラC」という言葉が流行っていたことが由来になっている。

## 構造
原始的なマニピュレーター（マジックハンド）で、2つの持ち手を閉じるとアームが伸びてハンドが対象物を掴み、開くとアームが縮んで対象物を放すというパンタグラフ式の構造になっている。
マニピュレーターの先端部分の片方は可動式となっており、紐でくくりつけられている。アームを伸ばして対象物を掴んだ状態から紐を引きつつアームを戻すことで、非稼働部のマニピュレーターを支えに対象物を横向きに押さえつけ、保持することが可能。これにより掴んだ対象物を落とさずに引き寄せ、最後に紐を離して遊ぶ人の手元で回収することができる。

## ウルトラハンドが登場する作品
任天堂が発売した以下のゲームソフト内でウルトラハンドが登場している。
- メイド イン ワリオシリーズ - いずれもミニゲームの一つとして登場。
  - メイド イン ワリオ
  - さわるメイドインワリオ
  - メイド イン ワリオ ゴージャス
- マリオパーティ4 - ミニゲーム『みつけてキャッチ!』において大砲の発射口部分にウルトラハンドの部分が備わっている。
- マリオテニスGC - ワリオのスペシャルショット「ウルトラハンドレシーブ」で、ハンド部分にラケットを持たせた巨大なウルトラハンドを用いる。
- Wiiでウルトラハンド - ウルトラハンドを題材とした内容。
- とびだせ どうぶつの森 - 家具アイテムの一つとして登場。
- ゼルダの伝説 ムジュラの仮面 3D - 「バクダン屋」の店内に飾られている。
- スプラトゥーン3 - 登場人物の一人のパル子が所持している。

## 復刻
2024年10月2日開業のニンテンドーミュージアムでは、「ウルトラハンドSP」という体験展示があり、実際にウルトラハンドを使って、レーンを流れるボールを土管に入れるというゲームが楽しめる。更には館内グッズショップ「ボーナスステージ」では、ウルトラハンドの復刻販売がされている。税込み7,480円。
糸を巻く機能が追加されるなど、安全に配慮したものとなっている。